# Brasilocerus nigrofasciatus
Brasilocerus nigrofasciatus is een keversoort uit de familie Phengodidae. De wetenschappelijke naam van de soort is voor het eerst geldig gepubliceerd in 1915 door Pic.